# Russell-Inseln
Die Russell-Inseln sind eine Inselgruppe im Archipel der Salomon-Inseln. Sie liegen in der Provinz Central des pazifischen Inselstaats Salomonen.

## Geographie

### Allgemein
Die Gruppe besteht aus etwa 50 Inseln, von denen aber nur wenige bewohnt sind. Die größte Insel (Hauptinsel) ist Pavuvu, auch Russell Island genannt. Die weiteren Inseln der Gruppe liegen relativ nah zu Pavuvu.
Yandina, Hauptort der Inseln, liegt auf der zweitgrößten Insel Mbanika, die durch den 12 Kilometer langen und nur ca. 800 Meter breiten Sunlight Channel von der Hauptinsel Pavuvu getrennt ist. Die Einheimischen sprechen Lavukaleve. Nebenbei sprechen sie auch Pijin, das als eine Lingua franca auf den Salomonen dient.

### Inselliste
Zu den Russell-Inseln zählen u. a. folgende Inseln:
| Insel          | Fläche (km²) | Koordinaten                   |
| -------------- | ------------ | ----------------------------- |
| Pavuvu         | 129,19       | 09° 03′ 50″ S, 159° 06′ 38″ O |
| Mbanika        | 48,72        | 09° 05′ 43″ S, 159° 11′ 47″ O |
| Alokan         | 8,17         | 09° 08′ 53″ S, 159° 07′ 26″ O |
| Loun           | 5,42         | 09° 07′ 00″ S, 159° 14′ 40″ O |
| Marulaon       | 3,77         | 08° 59′ 11″ S, 159° 05′ 23″ O |
| Mane           | 3,02         | 09° 01′ 32″ S, 159° 02′ 06″ O |
| Leru           | 2,53         | 08° 59′ 50″ S, 159° 03′ 10″ O |
| Talina         | 2,27         | 09° 06′ 20″ S, 159° 15′ 49″ O |
| Faila          | 2,18         | 09° 03′ 25″ S, 159° 15′ 27″ O |
| Hoi            | 2,08         | 09° 06′ 43″ S, 159° 09′ 21″ O |
| Moe            | 1,60         | 09° 07′ 28″ S, 159° 17′ 19″ O |
| Ufaon          | 1,37         | 09° 04′ 09″ S, 159° 14′ 52″ O |
| Laumuan        | 1,34         | 09° 08′ 32″ S, 159° 21′ 51″ O |
| Taina          | 1,29         | 09° 08′ 18″ S, 159° 08′ 34″ O |
| Momoluon       | 0,95         | 09° 09′ 05″ S, 159° 05′ 44″ O |
| Kovilok        | 0,94         | 08° 58′ 22″ S, 159° 07′ 42″ O |
| Lologhan       | 0,73         | 09° 07′ 19″ S, 159° 21′ 30″ O |
| Kakau          | 0,68         | 09° 02′ 11″ S, 159° 16′ 49″ O |
| Koemurun       | 0,64         | 09° 00′ 47″ S, 159° 16′ 12″ O |
| Hanavisi       | 0,42         | 08° 59′ 08″ S, 159° 13′ 21″ O |
| Kisan          | 0,36         | 09° 06′ 08″ S, 159° 20′ 53″ O |
| Lamu           | 0,35         | 09° 05′ 50″ S, 159° 17′ 46″ O |
| Loal           | 0,35         | 08° 59′ 50″ S, 159° 08′ 57″ O |
| Fulau          | 0,23         | 09° 00′ 15″ S, 159° 13′ 41″ O |
| Lisamata       | 0,18         | 08° 57′ 52″ S, 159° 09′ 06″ O |
| Kumshio        | 0,17         | 08° 57′ 56″ S, 159° 12′ 56″ O |
| Ta             | 0,17         | 08° 59′ 31″ S, 159° 14′ 03″ O |
| Langholon      | 0,13         | 08° 58′ 56″ S, 159° 14′ 28″ O |
| Russell-Inseln | 219,24       | 09° 04′ 00″ S, 159° 11′ 00″ O |

## Geschichte
Die Russell-Inseln wurden am 2. August 1788 von dem britischen Seefahrer John Shortland als erstem Europäer erreicht.
Vor dem Zweiten Weltkrieg diente die Insel Pavuvu als eine Plantage für Kokosnüsse. 1941, als die USA Japan den Krieg erklärten, verließen die Einwohner die Insel, als die Kaiserliche Japanische Armee die Salomonen besetzte. Nach der Schlacht um Guadalcanal waren die USA dort im Besitz eines Luftwaffenstützpunktes (Henderson Field). So konnten die japanischen Garnisonen auf der Insel Pavuvu bombardiert werden. Die USA besetzen die Inseln Pavuvu und Mbanika im Rahmen der Operation Cleanslate am 21. Februar 1943. Die Insel Pavuvu diente der 1. Division der US-Marines als Basis nach ihrer Teilnahme an der Schlacht von Cape Gloucester im Mai 1944. Sie diente ebenfalls als Basis nach der Schlacht um Peleliu. Nach dem Krieg kamen die ehemaligen Bewohner wieder und bauten wieder Kokosnüsse an.